# Columba eversmanni
La paloma del Turquestán (Columba eversmanni) es una especie de ave columbiforme de la familia Columbidae que vive en Asia Central y meridional. Su nombre científico conmemora al biólogo y explorador Eduard Friedrich Eversmann.

## Descripción

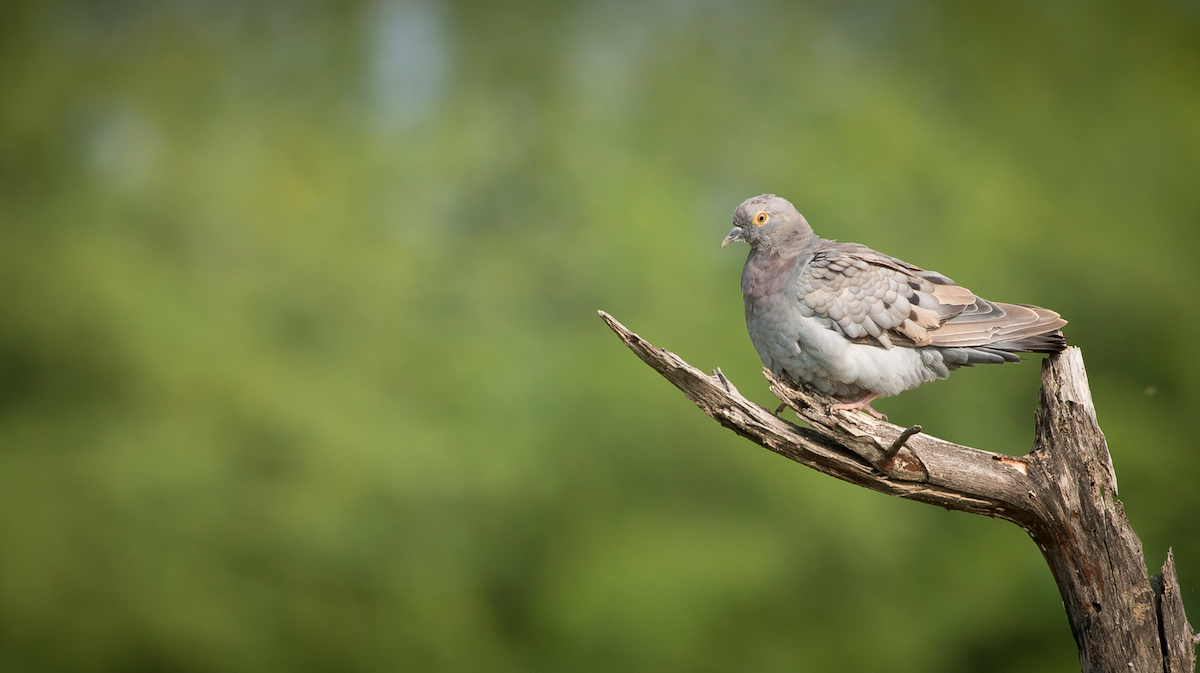
Ejemplar en Rajastán, India.

La paloma del Turquestán mide alrededor de 30 cm de largo. Su plumaje es predominantemente gris, con cierto tono parduzco en las partes superiores e iridiscencias verdes en el cuello. Su obispillo es blanquecino. Presenta una fina lista negra en las plumas secundarias. Se caracteriza por tener el anillo ocular y el iris de los ojos amarillos.

## Distribución
Es un ave migratoria que cría en Asia Central, distribuida por el sur de Kazajistán, Uzbekistán, Turkmenistán, Tayikistán, Kirguistán, el oeste de la China, el norte de Afganistán, el noreste de Irán y el extremo norte de la India. Pasa el invierno en el oeste de la India, Pakistán, el sur de Afganistán y el extremo oriental de Irán.